# Franklin H. Elmore
Franklin Harper Elmore, född 15 oktober 1799 i Laurens District (nuvarande Laurens County), South Carolina, död 29 maj 1850 i Washington, D.C., var en amerikansk bankman och politiker (demokrat). Han representerade delstaten South Carolina i båda kamrarna av USA:s kongress, först i representanthuset 1836-1839 och sedan i senaten från 11 april 1850 fram till sin död den 29 maj samma år.
Elmore utexaminerades 1819 från South Carolina College (numera University of South Carolina). Han studerade sedan juridik och inledde 1821 sin karriär som advokat.
Kongressledamoten James Henry Hammond avgick 1836 på grund av dålig hälsa och Elmore fyllnadsvaldes till representanthuset. Efter sin tid i representanthuset tjänstgjorde Elmore som chef för Bank of the State of South Carolina 1839-1850.
Senator John C. Calhoun avled 1850 i ämbetet och efterträddes av Elmore. Han avled i sin tur senare samma vår och efterträddes av Robert Woodward Barnwell.